# Children of the Sea (manga)
Children of the Sea (海獣の子供?, Kaijū no kodomo) è un manga scritto e illustrato da Daisuke Igarashi. L'opera è stata pubblicata sulla rivista Ikki fra il 2006 e il 2011, poi serializzato dal luglio 2007 dalla casa editrice Shogakukan. In Italia il manga è stato pubblicato da Panini Comics a partire dal 2014.
Dal manga è stato tratto un adattamento cinematografico, I figli del mare, uscito nel 2019.

## Manga
Il manga è stato pubblicato sulla rivista giapponese mensile Ikki dal febbraio 2006 al novembre 2011; è stato poi serializzato in formato tankōbon a partire dal luglio 2007 dalla Shogakukan. In Italia è stato pubblicato da Panini Comics sotto l'etichetta Planet Manga dall'aprile 2014; negli Stati Uniti dalla Viz Media, in Spagna dalla ECC Ediciones, a Taiwan dalla Tong Li Publishing, in Francia dalla Éditions Sarbacane.
Il manga è arrivato tra i finalisti del Premio culturale Osamu Tezuka per due anni di seguito, nell'edizione del 2008 e quella del 2009.

### Volumi
| 1 | 30 luglio 2007 | ISBN 978-4-091-88368-1 | 5 aprile 2014    | ISBN 978-88-912-5316-3 |
| 1 | Capitoli - 1. (琉花?, Ruka) - 2. (神鳴りの日?, Kami nari no hi) - 3. (人魂?, Hitodama) - 4. (Marine Mamals?) - 5. (図様?, Zu-sama) - 6. (海の幽霊?, Umi no yūrei) - 7. (椅子?, Isu) - 8. (水界?, Suikai) |                        |                  |                        |
| 2 | 30 luglio 2007 | ISBN 978-4-09-188369-8 | 7 giugno 2014    | ISBN 978-88-912-5411-5 |
| 2 | Capitoli - 9. (勇魚?, Isana) - 10. (波颪?, Nami Oroshi) - 11. (潮の八百重に?, Shio no yaoe ni) - 12. (にはたづみ?, Nihatadzumi) - 13. (浸く子等?, Midzuku ko-tō) - 14. (羅刹?, Rasetsu) - 15. (つきこもり?, Tsuki komori) - 16. (離陸?, Ririku) - 16.1 (ある漁師のはなし?, Aru ryōshi no hanashi)                |                        |                  |                        |
| 3 | 30 luglio 2008 | ISBN 978-4-09-188422-0 | 2 agosto 2014    | ISBN 978-88-912-5496-2 |
| 3 | Capitoli - 17. (黒潮?, Kuroshio) - 18. (沖つ海?, Okitsu umi) - 19. (蜃気楼?, Mirāju) - 20. (ジュゴン?, Jugon) - 21. (ゴンドワナ?, Gondowana) - 22. (波の皺?, Nami no Shiwa) - 23. (罠?, Wana) - 24. (内臓?, Naizō) - 25. (海境?, Umi saka)                                                                       |                        |                  |                        |
| 4 | 30 luglio 2009 | ISBN 978-4-09-188470-1 | 25 ottobre 2014  | ISBN 978-88-912-9349-7 |
| 4 | Capitoli - 26. (海獣?, Kaijū) - 27. (穿つ体?, Ugatsu karada) - 28. (濁浪?, Dakurō) - 29. (宇宙の海?, Uchū no umi) - 30. (身籠る?, Migomoru) - 31. (坩堝?, Rutsubo) - 32. (傍受?, Bōju) - 33. (準備?, Junbi) - 34. (Venus?) - 35. (水魔?, Suima)                                                                  |                        |                  |                        |
| 5 | 30 luglio 2012 | ISBN 978-4-09-188590-6 | 18 dicembre 2014 | ISBN 978-88-912-9409-8 |
| 5 | Capitoli - 36. (瞼?, Mabuta) - 37. (誕生祭Ⅰ?, Tanjō-sai I) - 38. (誕生祭Ⅱ?, Tanjō-sai II) - 39. (誕生祭Ⅲ?, Tanjō-sai III) - 40. (誕生祭Ⅳ?, Tanjō-sai IV) - 41. (誕生祭Ⅴ?, Tanjō-sai V) - 42. (イルカ?, Iruka) - 43. (海獣の子供たち?, Kaijū no kodomo-tachi) - 43.1 (ある旅人のはなし?, Aru tabibito no hanashi) |                        |                  |                        |